# Silvestridia africana
Silvestridia africana är en urinsektsart som beskrevs av Yin och Romano Dallai 1985. Silvestridia africana ingår i släktet Silvestridia och familjen lönntrevfotingar. Inga underarter finns listade i Catalogue of Life.